# Oshi no ko - My Star
Oshi no ko - My Star (【推しの子】?, Oshi no ko) è un manga scritto da Aka Akasaka e disegnato da Mengo Yokoyari. È stato serializzato dal 23 aprile 2020 al 14 novembre 2024 sulla rivista Weekly Young Jump di Shūeisha. L'edizione italiana dell'opera è stata pubblicata da Edizioni BD sotto l'etichetta J-Pop dal 30 marzo 2022 al 25 giugno 2025. Il 9 giugno 2022 è stato annunciato che la serie avrebbe ricevuto un adattamento anime da parte dello studio Doga Kobo che è andato in onda dal 12 aprile al 28 giugno 2023. Una seconda stagione è andata in onda dal 3 luglio al 6 ottobre 2024. Una terza stagione è prevista per il 2026.

## Trama
(Inizio del manga Oshi no ko.)
Gorō Amemiya è un ginecologo che lavora nell'ospedale di Takachiho, una piccola cittadina di montagna. In seguito all'incontro con Sarina, giovane malata terminale che era stata in cura presso il suo ospedale, si è appassionato al mondo delle idol, sviluppando in particolare una venerazione quasi maniacale per Ai Hoshino, stella nascente della musica pop giapponese. Inaspettatamente, quest'ultima si presenta presso l'ospedale di Gorō, dove scopre di essere incinta di due gemelli. Nonostante le regole ferree del mondo dello spettacolo, che impongono alle idol di non fidanzarsi e di non avere figli, Ai decide comunque di tenere i bambini nascondendo la sua gravidanza al pubblico.
Il giorno del parto, Gorō viene ucciso da uno stalker della ragazza che aveva scoperto l'ubicazione dell'ospedale ed era alla ricerca di informazioni. Nonostante l'assenza del medico, Ai riesce comunque a partorire i due gemelli, cui darà i nomi di Aquamarine e Ruby, che si riveleranno essere le reincarnazioni dello stesso Gorō e di Sarina. Qualche anno dopo, Ai è diventata una delle idol più famose del Giappone e sta per esibirsi nel prestigioso Tokyo Dome; tuttavia, la ragazza viene accoltellata a morte dallo stesso stalker che aveva ucciso Gorō.
Aqua, che ha assistito all'omicidio, sospetta che il mandante sia l'unica persona a essere a conoscenza del segreto di Ai, cioè il suo padre naturale, e giura di vendicarsi. Ruby, d'altro canto, vuole seguire le orme materne e diventare a sua volta una idol. I due bambini entrano quindi nel mondo dello spettacolo, sperimentandone le ipocrisie e i lati più oscuri.

## Personaggi

### Personaggi principali

Ai, Aqua e Ruby nella sigla d'apertura della prima stagione dell'anime

Aquamarine Hoshino (星野 愛久愛海?, Hoshino Akuamarin) / Aqua (アクア?, Akua)
Doppiato da: Takeo Ōtsuka (da adolescente), Yumi Uchiyama (da giovane), Kent Itō (Gorō Amemiya)
Prima di reincarnarsi era un ostetrico trentenne di nome Gorō Amemiya, grande fan di Ai Hoshino e suo ginecologo. Tuttavia, poco prima del parto viene ucciso da uno stalker di Ai e si reincarna come figlio di quest'ultima con il nome Aquamarine, spesso abbreviato in Aqua.
Dopo l'omicidio della madre, Aqua giura di trovare il mandante, che ipotizza essere il suo padre naturale, e di vendicarsi uccidendolo. Per fare ciò, decide di entrare nel mondo dell'intrattenimento, di cui probabilmente fa parte anche il padre, iscrivendosi alla Yoto Highschool e cimentandosi nella recitazione, facendosi strada nel sinistro mondo dello show-business.
Ruby Hoshino (星野 瑠美衣?, Hoshino Rubii)
Doppiata da: Yurie Igoma (Ruby), Tomoyo Takayanagi (Sarina Tendōji)
Prima di reincarnarsi era una ragazzina malata terminale di nome Sarina Tendōji, ricoverata presso lo stesso ospedale in cui lavorava Gorō, con cui in vita ha stretto una profonda amicizia. Anche lei, così come il medico, si reincarnerà come figlia di Ai Hoshino, cantante di cui era una grande fan, con il nome Ruby. Dopo la morte di Ai, la ragazza si allena per seguire le orme materne e diventare una idol, trovando però l'opposizione di Aqua, che teme che possa capitare a lei la stessa sorte della madre. La ragazza, tuttavia, non demorde dal suo sogno e decide di formare un suo gruppo di idol, le nuove B-Komachi, a cui si uniranno anche l'attrice Kana Arima e la streamer MEM-cho.
Ai Hoshino (星野 アイ?, Hoshino Ai)
Doppiata da: Rie Takahashi
È una delle più famose idol del Giappone e leader delle B-Komachi. Cresciuta in orfanotrofio, viene notata da ragazzina da Ichigo Saitō, presidente della Fragola Production, che la spinge a diventare una idol. Ai, inizialmente riluttante all'idea a causa delle menzogne che girano all'interno dell'ambiente, decide infine di cimentarsi nella carriera da idol e, grazie al suo talento, al suo carisma e alla sua bellezza, diventa in breve tempo una delle cantanti più famose. Tuttavia, all'età di 16 anni la ragazza rimane incinta di due gemelli, mettendo potenzialmente a rischio la sua carriera. Desiderosa di costruirsi una famiglia, Ai decide di continuare la gravidanza e, al contempo, di continuare a essere una idol. Quattro anni dopo, uno stalker che aveva scoperto l'esistenza dei gemelli la accoltella a morte, accusandola di aver mentito ai suoi fan.
Kana Arima (有馬 かな?, Arima Kana)
Doppiata da: Megumi Han
È un'attrice bambina considerata un prodigio. All'età di 4 anni collabora in un film insieme ad Aqua, rendendosi conto di quanto quest'ultimo fosse più talentuoso di lei. Negli anni successivi, a causa della sua tendenza a oscurare gli altri attori con le sue performance, riceve sempre meno offerte di lavoro e decide pertanto di recitare volutamente in modo mediocre, adattandosi agli altri e riuscendo a sopravvivere in qualche modo nell'industria. Anni dopo, ritrova Aqua al liceo, innamorandosi di lui, ed entra nel gruppo di idol di Ruby, le nuove B-Komachi, di cui diventa la leader.
Akane Kurokawa (黒川 あかね?, Kurokawa Akane)
Doppiata da: Manaka Iwami
È un'attrice teatrale che partecipa a un reality show per adolescenti, La storia d'amore con il mio idolo ha inizio (abbreviato in AmoreIdolo), dove incontra Aqua. Inizialmente messa in secondo piano dagli altri protagonisti dello show, su impulso del presidente della sua compagnia teatrale, desideroso di farsi pubblicità, prova a essere più propositiva e a intessere maggiori rapporti con gli altri attori; tuttavia, durante un episodio del reality ferisce inavvertitamente un'altra attrice dello show, Yuki, attirando a sé indignazione e minacce di morte sui social media. L'ondata di odio che la travolge la spinge a provare il suicidio, venendo tuttavia salvata da Aqua. Verso la fine dello show Akane riesce finalmente a mostrare le proprie capacità recitative, ricevendo un bacio da Aqua durante l'ultimo episodio. La coppia decide di rimanere insieme dopo lo spettacolo per motivi pubblicitari. Diversi mesi dopo l'inizio della loro relazione di facciata, la ragazza scopre il vero obiettivo di Aqua e giura di sostenerlo in ogni modo possibile. Prende molti appunti e svolge ricerche sui personaggi da interpretare, da sorprendere Aqua assomigliando ad Ai.

### Fragola Production
MEM-cho (MEMちょ?, MEM-cho)
Doppiata da: Rumi Ōkubo
È una star di YouTube e TikTok che partecipa al reality AmoreIdolo. Ha cercato di diventare una idol, ma a causa di vicissitudini familiari, non ci è riuscita e quindi ha deciso di fare video in live streaming, mentendo sulla sua vera età (25 anni) per poter guadagnare più follower fingendosi un'adolescente. Dopo aver partecipato al reality show, Aqua riesce a farla entrare nelle B-Komachi, nonostante la ragazza fosse inizialmente riluttante per via della sua età.
Ichigo Saitō (斎藤 壱護?, Saitō Ichigo)
Doppiato da: Hisao Egawa
È il presidente della Fragola Production e il marito di Miyako Saitō. L'uomo è responsabile del reclutamento di Ai Hoshino nel gruppo B-Komachi e, insieme alla moglie, agisce come tutore di Aqua e Ruby dopo la morte di Ai.
Miyako Saitō (斎藤 ミヤコ?, Saitō Miyako)
Doppiata da: Lynn
È la moglie di Ichigo Saitō e funge anche lei da tutore di Aqua e Ruby dopo la morte di Ai, anche se inizialmente odiava il ruolo di babysitter e falsa madre per coprire Ai, finendo però per affezionarsi davvero a loro. Gestisce la Fragola Production e la mantiene a galla dopo lo scioglimento dell'originale gruppo B-Komachi.
Pieyon (ぴえヨン?, Pieyon)
Doppiato da: Taishi Murata
È un bodybuilder famoso su YouTube che è sotto contratto con la Fragola Production. Aiuta le B-Komachi a preparare le coreografie e fa video insieme a loro per sponsorizzarle. Cela il suo volto con una maschera da pulcino.

### Mondo dello spettacolo
Frill Shiranui (不知火 フリル?, Shiranui Furiru)
Doppiata da: Asami Setō
È una compagna di classe di Ruby alla Youtou Highschool. È una modella molto famosa, apparsa sulle copertine di diverse riviste di moda. Molto talentuosa, è in grado di ballare, cantare e recitare.
Melt Narushima (鳴嶋 メルト?, Narushima Meruto)
Doppiato da: Seiji Maeda
È un attore e modello sotto contratto con la Sonic Stage Productions. Arrogante e poco portato per la recitazione, interpreta il ruolo del protagonista nell'adattamento live-action del manga OggiDolce, in cui recita insieme a Kana Arima. Successivamente, è tra gli attori che prendono parte all'adattamento di Tokyo Blade.
Minami Kotobuki (寿 みなみ?, Kotobuki Minami)
Doppiata da: Hina Yōmiya
È una modella gravure ed è compagna di classe di Ruby alla Youtou Highschool.
Yuki Sumi (鷲見 ゆき?, Sumi Yuki)
Doppiata da: Saori Ōnishi
È una modella che prende parte al reality show AmoreIdolo, dove attira a sé l'attenzione del pubblico mettendosi al centro di diverse situazioni sentimentali. In una puntata viene involontariamente ferita da Akane; seppur nello show le due appaiano come rivali in amore, nella realtà diventano amiche e si supportano a vicenda.
Taiki Himekawa (姫川 大輝?, Himekawa Taiki)
Doppiato da: Kōki Uchiyama
È un talentuoso e famoso attore teatrale affiliato con la Compagnia Lalalai. Interpreta il protagonista nell'adattamento teatrale del manga Tokyo Blade. In seguito, si scoprirà che il suo passato è in qualche modo legato a quello di Aqua e Ruby.
Taishi Gotanda (五反田 泰志?, Gotanda Taishi)
Doppiato da: Yasuyuki Kase
È il regista che intuisce le capacità recitative di Aqua, dandogli i primi ruoli nei suoi film e diventando il suo mentore dopo la morte di Ai. È una delle poche persone, a parte Ichigo e Miyako, a essere a conoscenza del fatto che Aqua e Ruby siano i figli di Ai.
Masaya Kaburagi (鏑木 勝也?, Kaburagi Masaya)
Doppiato da: Masaki Terasoma
È il produttore del live action di OggiDolce. Ha un profondo legame con Ai e aiuta in qualche modo Aqua a scavare nel passato dell'idol scomparsa per risalire al suo padre naturale. È colui che spinge Aqua a partecipare al reality AmoreIdolo, che lo lancerà definitivamente nel mondo dello spettacolo.
Yoriko Kichijouji (吉祥寺 頼子?, Kichijōji Yoriko)
Doppiata da: Shizuka Itō
È la mangaka creatrice del manga OggiDolce, da cui è stato tratto l'adattamento live-action cui hanno preso parte Kana, Melt e Aqua. È la mentore della mangaka Abiko Samejima.
Abiko Samejima (鮫島 アビ子?, Samejima Abiko)
Doppiata da: Ayane Sakura
È la mangaka creatrice del manga Tokyo Blade, da cui è stato tratto un adattamento teatrale che vede protagonisti, tra gli altri, Aqua, Kana, Akane e Melt. Estremamente meticolosa, prende attivamente parte al processo produttivo dell'adattamento poiché insoddisfatta del lavoro svolto dagli sceneggiatori.
Hikaru Kamiki (カミキ ヒカル?, Kamiki Hikaru)
Doppiato da: Mamoru Miyano
È il padre biologico di Aqua e Ruby, nonché mandante dell'omicidio di Ai Hoshino, con cui ha avuto una breve relazione in gioventù.

### Altri
Tsukuyomi (ツクヨミ?, Tsukuyomi)
Doppiata da: Hina Kino
È una ragazzina misteriosa, dotata di poteri sovrannaturali e a conoscenza di tutti gli eventi occorsi nel corso dell'opera. È l'unico personaggio a essere al corrente fin dal principio del fatto che Aqua e Ruby siano in realtà le reincarnazioni di Gorō e Sarina; sembra inoltre avere il potere di cambiare il corso degli eventi e il destino delle persone secondo la sua volontà. In seguito a un confronto con Aqua, accetta di prendere parte nelle vesti di attrice-bambina alle riprese del film "15 anni di bugie", incentrato sulla vita di Ai, interpretando sia Aqua che Ruby da piccoli.

## Produzione

### Scrittura
Aka Akasaka ha preso in considerazione l'idea di scrivere una storia che narrasse della reincarnazione come figlio di un'idol dato che il fatto è una barzelletta ben nota in Giappone, spesso usata dopo che viene rivelata la notizia del matrimonio di un'idol. In seguito ha iniziato a sentire lamentele sull'industria dell'intrattenimento da parte di alcuni streamer e ha lavorato all'adattamento cinematografico live action del suo precedente manga, Kaguya-sama: Love is War.
Successivamente ha deciso che era il momento giusto per creare una storia sull'industria dello spettacolo e ha utilizzato l'idea avuta in precedenza. Quando ha iniziato a scrivere, il fumettista aveva già in mente la prima e l'ultima scena. Il manga racconta il mondo dell'industria dello spettacolo ed è incentrato sulle sue forme tradizionali, come i film, i dorama e le opere teatrali. Tuttavia, dato che l'industria tradizionale ha subito un cambiamento significativo con l'ascesa di Internet, Akasaka ha deciso di includere in esso temi più contemporanei.
L'autore ha svolto ricerche approfondite sull'industria dello spettacolo giapponese durante la scrittura dell'opera e ha pure dialogato con molti tipi diversi di personaggi pubblici, dalle idol ai manager agli YouTuber. In un'intervista, rilasciata ad Anime News Network, ha evidenziato le molte differenze tra l'industria giapponese e quella statunitense, come la mancanza di sindacati. È stato ispirato a ritrarre il lato oscuro del mondo delle idol dopo essere diventato amico di un personaggio pubblico che ha subito un'aggressione da parte di un fan.
Nonostante il personaggio dimostrasse un'immagine forte ha confessato di essere stato gravemente ferito in maniera emotiva dal fatto, portando Akasaka a rendersi conto del fatto che i personaggi pubblici nascondono i loro veri sentimenti per il bene della loro carriera e dei fan. Ha poi affermato: «Voglio che le persone sappiano come i giovani talenti vengono feriti, sfruttati e come soffrono. Penso che questo lavoro ponga anche la domanda su come le persone dovrebbero affrontare e trattare quei talenti».
Molte delle storie presenti in Oshi no ko sono basate su frammenti di eventi reali. Akasaka ha dichiarato di considerare come stile di scrittura fondamentale quello impiegato nel manga e che la commedia utilizzata in Kaguya-sama: Love is War è nata su richiesta della redazione; ha tuttavia incluso un umorismo simile in Oshi no ko per renderlo più leggero da leggere. Durante la fase di scrittura, Akasaka a volte si è affezionato a certi personaggi e ha dato loro ruoli più importanti nella trama, come nel caso di MEM-cho.

### Lato artistico
Quando Akasaka ha ideato il manga ha immediatamente contattato l'artista Mengo Yokoyari, poiché essa aveva già avuto a che fare con il mondo dello spettacolo lavorando al suo one-shot Kawaii. I due infatti si conoscevano da tempo, ma non avevano mai lavorato insieme. Quando disegna i personaggi, Akasaka di solito invia uno schizzo approssimativo alla persona incaricata degli storyboard ma a volte ha permesso alla collega di creare i disegni a suo piacimento. L'unica volta che hanno cambiato il design di un personaggio è stata quando uno di essi assomigliava troppo alla persona reale su cui era stato modellato.

## Media

### Manga
Oshi no ko - My Star, scritto da Aka Akasaka e disegnato da Mengo Yokoyari, è stato serializzato sulla rivista Weekly Young Jump di Shūeisha dal 23 aprile 2020 al 14 novembre 2024. Successivamente la casa editrice ha raccolto i suoi capitoli in singoli volumi tankōbon, il cui primo è stato pubblicato il 17 luglio 2020. Al 18 dicembre 2024 sono stati pubblicati sedici volumi. Il 27 giugno 2024 la serie è entrata nell'arco narrativo finale.
Ad aprile 2022, Shūeisha ha iniziato a pubblicare la serie in inglese su Manga Plus. A luglio 2022, all'Anime Expo, Yen Press ha annunciato di aver acquistato i diritti per la pubblicazione della serie in inglese. Essa è edita in Italia da Edizioni BD. La traduzione dei testi è stata curata da Davide Campari, mentre il lettering è stato realizzato da Nicola Burgarella. In Francia è pubblicata da Kurokawa, in Germania da Altraverse, in Argentina e Spagna da Editorial Ivrea, in Polonia da Studio JG, in Indonesia da M&C!, in Taiwan da Chingwin Publishing Group, in Corea del Sud da Daewon C.I. e in Thailandia da Luckpim.

### Anime

Logo della serie

Un adattamento anime è stato annunciato il 9 giugno 2022. La serie è stata prodotta da Doga Kobo e diretta da Daisuke Hiramaki, con Chao Nekotomi come assistente alla regia, Jin Tanaka alla sceneggiatura e Kanna Hirayama al character design. Successivamente è stato rivelato che la serie sarebbe stata trasmessa dal 12 aprile 2023, su Tokyo MX e altre reti. Il primo episodio, della durata di 90 minuti, è stato proiettato in anticipo in sale selezionate in Giappone il 17 marzo dello stesso anno. Le sigle sono rispettivamente Idol (アイドル?, Aidoru) del duo Yoasobi (apertura) e Mephisto (メフィスト?, Mefisuto) dei Queen Bee. La trasmissione si è conclusa il 28 giugno 2023.
In Italia la serie è edita da Yamato Video che la pubblica in latecast sul canale Anime Generation di Prime Video a partire dal 22 luglio 2024 in versione sottotitolata, mentre all'Anime NYC 2022, Sentai Filmworks ha annunciato di aver acquistato i diritti per la trasmissione in inglese della serie, che sta venendo trasmessa in streaming su HIDIVE. Nel sud-est asiatico, nell'Asia meridionale, a Taiwan e ad Hong Kong, la serie sta venendo trasmessa da Ani-One Asia sul proprio canale YouTube, su Netflix, su Bilibili, e su iQiyi e in Spagna è edita da Anime Box.
Il 28 giugno 2023, dopo la messa in onda dell'undicesimo episodio, è stata annunciata la seconda stagione della serie che è stata trasmessa dal 3 luglio al 6 ottobre 2024. La sigla di apertura è Fatal (ファタール?, Fatāru), eseguito dal duo Gemn, formato da Tatsuya Kitani e Kento Nakajima, mentre la sigla di chiusura è Burning, eseguita dalle Hitsujibungaku.
Una terza stagione è stata annunciata dopo la messa in onda del tredicesimo episodio della seconda stagione. Il 2 febbraio 2025 viene rivelato che è prevista per il 2026.

#### Colonna sonora

##### Prima stagione
La colonna sonora della prima stagione di Oshi no ko è stata musicata, composta e arrangiata da Takurō Iga ed è stata pubblicata in versione digitale da Kadokawa il 28 giugno 2023. L'album è intitolato [OSHI NO KO] ORIGINAL SOUND TRACK (TVアニメ【推しの子】オリジナルサウンドトラック?) e contiene 62 brani, suddivisi in due dischi.

###### Disco 1
Musiche di Takurō Iga.
1. My Idol Is Pregnant!! – 1:54
2. Ai I – 3:14
3. Heartily – 2:30
4. Chase in the Woods – 0:43
5. Reincarnation – 1:02
6. Monologue I – 2:24
7. Lie and Calculation – 2:28
8. Doom – 1:45
9. Peaceful Life – 2:04
10. Ominous – 2:02
11. Mystery (W/O Perc.) – 1:58
12. Monologue II – 2:24
13. Ai II (W/O Rhythm) – 1:53
14. Ordinary Days – 2:09
15. My First Tv Series – 2:02
16. Low-Budget Production – 2:13
17. Weirdness – 2:06
18. Honest Feeling I – 2:00
19. Vague Anxiety – 3:04
20. View from the Window – 1:49
21. I Can Dance! – 1:27
22. Ai II – 1:53
23. A Lie Turned out to Be True – 2:14
24. Mother and Children – 5:38
25. Bygone Death – 2:26
26. Beginning of the Revenge – 2:42
27. Resolution – 3:31
28. Float on Air – 1:55
29. A Plot – 1:50
30. Yearning – 2:57

###### Disco 2
Musiche di Takurō Iga.
1. Aqua's Plot – 2:13
2. Upset – 2:03
3. With You – 2:09
4. Explanation and Introduction – 2:05
5. Kyo-Ama I – 2:45
6. Kyo-Ama II – 0:28
7. Well, Well... – 1:24
8. Assessment – 2:08
9. Ima-Gachi – 1:45
10. Jingle I – 0:11
11. Challenge Completed – 2:16
12. Rivalry I – 2:19
13. Cross-Purposes – 2:45
14. Mysterious – 1:54
15. Worry and Fear – 2:39
16. Under Fire – 3:19
17. Mystery – 1:58
18. Jingle II – 0:13
19. Audition – 1:58
20. Provocation – 2:12
21. Chagrin – 2:16
22. Mysterious II – 1:30
23. Rivalry II – 2:03
24. Memcho – 1:24
25. Relief – 2:05
26. Awkwardness – 2:22
27. Fury – 2:04
28. Loneliness and Solitude – 3:04
29. Honest Feeling II – 2:12
30. Impatience – 2:08
31. "True Friends" by Kengo Morimoto – 2:27
32. "True Friends (W/O Gt.Solo)" by Kengo Morimoto – 2:27

##### Seconda stagione
La colonna sonora della seconda stagione di Oshi no ko è stata pubblicata da Kadokawa il 2 ottobre 2024. L'album è intitolato [OSHI NO KO] Original Soundtrack Vol.2 (【推しの子】 オリジナルサウンドトラック Vol.2?) e contiene 39 brani, suddivisi in due dischi.

###### Disco 1
Musiche di Takurō Iga.
1. Tokyo Blade Opening Number
2. Tokyo Blade rehearsal
3. Narration
4. Kana I
5. Original author and scriptwriter I
6. Monologue III
7. Frozen rehearsal studio
8. Float on air II
9. Original author and scriptwriter II
10. SMASH HEAVEN I
11. SMASH HEAVEN II
12. PTSD
13. Haunting Day
14. Akane I
15. Kana II
16. Hopelessness and frustration
17. Melt's Resolution
18. The flame that burns me out
19. Akane and Kana
20. Aqua's Acting
21. A dream that will never come true

###### Disco 2
Musiche di Takurō Iga.
1. Tokyo Blade Ⅰ
2. Tokyo Blade Ⅱ
3. Tokyo Blade Ⅲ Kokyu.ver
4. Tokyo Blade Ⅲ Shamisen.ver
5. Tokyo Blade Ⅳ
6. Tokyo Blade Ⅴ
7. Liberation
8. Akane II
9. Reincarnation II
10. Goro and Sarina
11. Where she was led I
12. Where she was led II
13. Akane and Aqua
14. Black star
15. Beginning of the revenge II
16. Black glare I
17. Black glare II
18. Black glare II Ruined Piano ver.

### Light novel
Una light novel spin-off scritta da Hajime Tanaka e intitolata Oshi no ko - Spica, la prima stella della sera (【推しの子】 ～一番星のスピカ～?, Oshi no ko] ~Ichibanhoshi no Supika~) è stata pubblicata il 17 novembre 2023. In Italia è stata pubblicata da Edizioni BD sotto l'etichetta J-Pop il 28 agosto 2024.

### Live-action
Nel gennaio 2024 è stato annunciato che la serie avrebbe ricevuto un adattamento dorama live-action che viene distribuito in tutto il mondo da Prime Video nel corso dello stesso anno e un adattamento cinematografico distribuito da Toei. La serie viene trasmessa a partire dal 28 novembre 2024, e presenta un totale di otto episodi, mentre il film è uscito il 20 dicembre, dopo la serie, nelle sale cinematografiche giapponesi. Il film è diretto da Smith, mentre Hana Matsumoto dirige la serie insieme a Smith, con sceneggiatura scritta da Ayako Kitagawa e la colonna sonora composta da fox capture plan.

## Accoglienza

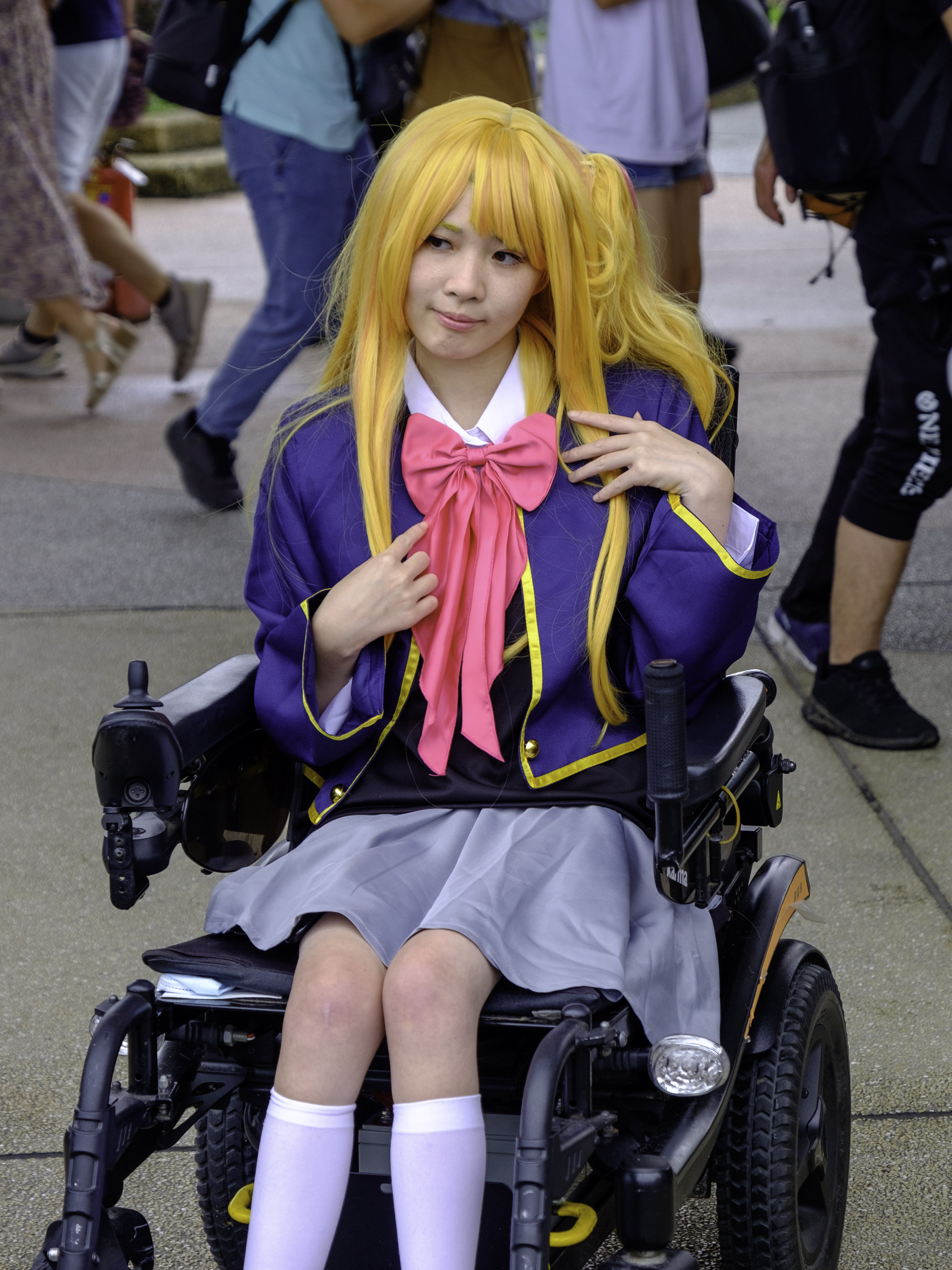
Cosplayer di Ruby

### Manga
Ad aprile 2021, il manga aveva in circolazione oltre un milione di copie.
Oshi no ko si è classificato 11° nell'elenco dei migliori manga del 2021 per lettori maschi della guida annuale Kono manga ga sugoi! di Takarajimasha, mentre si è classificato al settimo posto nell'elenco del 2022. La serie si è classificata al 4º posto nella classifica "Fumetti consigliati dai dipendenti della libreria nazionale del 2021" del sito web dell'Honya Club. L'opera si è anche classificata al 13º posto nell'elenco "Book of the Year" del 2021 della rivista Da Vinci e al 25º posto nell'edizione del 2022.
Oshi no ko è stato candidato per il 14° Manga Taishō nel 2021 e si è piazzato 5° con 59 punti; è stato candidato per la 15ª edizione nel 2022 e si è piazzato ottavo con 49 punti. Nell'agosto 2021 Oshi no ko ha vinto il Next Manga Award nella categoria cartacea. Il manga è stato candidato per il 67º Premio Shōgakukan per i manga nella categoria generale nel 2021, il 26º Premio culturale Osamu Tezuka nel 2022, e il 46º Premio Kōdansha per i manga nella categoria generale nel 2022. La serie si è classificata al 5º posto nel quinto sondaggio "Most Wanted Anime Adaptation" di AnimeJapan nel 2022.

### Anime
Riscontro positivo anche per il primo episodio dell'adattamento anime andato in onda nella primavera del 2023, risultato uno dei migliori debutti di sempre. La première dell'anime è anche stata la première di maggior successo nella storia di HIDIVE in termini di spettatori totali, nuovi abbonati e registrazioni di prova gratuite. La sigla di apertura dell'anime, Idol, ha raggiunto un totale di 100 milioni di visualizzazioni video e streaming in tutto il mondo su Spotify e YouTube entro due settimane dall'uscita dell'anime. La serie ha raggiunto, in poco tempo, la vetta della classifica dei punteggi degli utenti di MyAnimeList, posizione precedentemente occupata da Fullmetal Alchemist: Brotherhood, che aveva mantenuto il posto per diversi anni.

### Controversie
Il sesto episodio dell'anime, che ritrae il personaggio di Akane Kurokawa mentre diventa bersaglio del cyberbullismo e che successivamente tenta il suicidio dopo aver recitato in un controverso episodio di LoveNow, è stato notato dalla critica per i suoi parallelismi con un caso simile avvenuto nella vita reale, quello di Hana Kimura, una wrestler giapponese. Né Akasaka né il team di produzione dell'anime hanno commentato la somiglianza e alcuni spettatori hanno affermato che i capitoli del manga su cui si basa l'episodio erano stati pianificati prima della morte di Hana Kimura, sebbene tale affermazione sia discutibile poiché il capitolo 23 è stato pubblicato 5 mesi dopo l'incidente.
La madre della donna, Kyōko Kimura, anche lei wrestler, ha criticato l'episodio per la somiglianza, dicendo che non approvava che il caso "venisse usato come materiale gratuito" dagli autori dell'anime. Essa ha inoltre affermato di ritenere che l'argomento fosse trattato senza alcuna considerazione per le vittime di cyberbullismo nella vita reale. Il licenziatario della versione in lingua inglese della serie, Sentai Filmworks, ha aggiunto su HIDIVE un avviso alla fine dell'episodio, fornendo il numero di telefono della 988 Suicide & Crisis Lifeline.